# Buněčná kultura

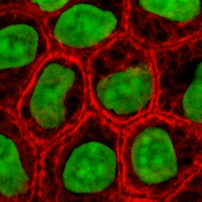
Epitelové buňky v kultuře (obarvené)

Buněčná kultura je systém, kdy jsou in vitro kultivovány prokaryotické, eukaryotické či rostlinné buňky za zvláštních specifických podmínek. Nejčastěji se používají eukaryotické buňky ze savčích tkání. Pojem buněčná kultura je v úzké souvislosti s výrazy tkáňová kultura nebo orgánová kultura, za které bývá často zaměňován. Přestože myšlenka kultivovat buňky in vitro pochází již z 19. století, rutinně se kultivace používají od 50. let 20. století.

## Význam buněčných kultur
Používají se ve virologii ke kultivaci a izolaci viru, diagnostice virových onemocnění či výrobě vakcín proti virům. Zavedením rekombinantních buněk a genových manipulací došlo v používání buněčných kultur k obrovskému rozvoji v biotechnologiích například při výrobě enzymů, hormonů, monoklonálních protilátek a dalších proteinů pro léčebné, diagnostické či vědecké účely. Dále slouží k testování látek, léčiv a jejich toxicity či teratogenity. V neposlední řadě, buněčné kultury hrají významnou roli ve výzkumu rakoviny a vývoji protinádorových léčiv.

## Dělení buněčných kultur
- Primární buněčné kultury – vznikají enzymatickým rozvolněním (trypsin, kolagenáza) buněk tkání (bovinní fétus, myší tkáně apod.). Tyto buňky jsou následně kultivovány v kultivačních láhvích v prostředí kultivačního média. Mají diploidní sadu chromozómů a zpravidla jde o směs různých typů buněk původní tkáně (epiteloidní, fibroblasty).
- Sekundární buněčné kultury (diploidní) – jedná se o více než jednou pasážované primární kultury. Mají rovněž dipolidní chromozomovou výbavu, ale oproti primárním kulturám obsahují pouze jeden vyselektovaný typ buněk. Lze je pasážovat 30–50x, zhruba po dobu jednoho roku. Toto omezení je především kvůli zkracování telomer.
- Buněčné linie (heteroploidní) – získávají se cílenou selekcí z primárních kultur pomocí fyzikálních či chemických mutagenů nebo se získávají přímo z nádorových buněk (např. buněčná linie HeLa pocházející z buněk nádoru děložního hrdla). Jsou heteroploidní a lze je pasážovat bez omezení.

## Rostlinné kultury
Rostlinné buňky se často pěstují v roztoku jako nediferenciované pletivo, tzv. jako kalus, rostlinné hojivé pletivo. Kalusové kultury se často využívají k získávání rostlinných látek, protože se s nimi snadno pracuje, a snadno se z nich získává cílená látka. Protože jsou tyto buňky totipotentní, lze z nich při použití vhodných fytohormonů vypěstovat celá rostlina. Při genových manipulacích s rostlinami se obvykle pracuje na tomto druhu pletiva.